# Бодров Ігор Валерійович
І́гор Вале́рійович Бодро́в (* 9 липня 1987, Харків) — український легкоатлет, майстер спорту України міжнародного класу з легкої атлетики — у спринті, медаліст Універсіади-2013 в естафеті 4*100 метрів, з 25 липня 2013 року — кавалер ордена «За заслуги» 3 степеня.

## Біографія
Син Надії Бодрової. 2004 року закінчив Харківське державне вище училище фізичної культури № 1.
Станом на літо 2013 року — студент 3-го курсу Харківського політехнічного інституту.
Найбільше йому вдається дистанція на 200 метрів, тренери — Валерій та заслужений тренер України Надія Дмитрівна Бодрови, Мухін Олег Анатолійович.
2004—2009 роки — неодноразовий чемпіон України.
2005 — фіналіст чемпіонату Європи серед юніорів.
2006 — фіналіст чемпіонату Світу серед юніорів.
2007 — фіналіст чемпіонату Європи серед молоді,
2008 — учасник Олімпійських ігор у Пекіні, переможець Кубку Європи.
2012 року представляв збірну Харківської області при відборі на Олімпіаду-2012.

### Універсіада 2013
На літній Універсіаді, яка проходила з 6-о по 17-е липня у Казані, Ігор предсталяв Україну у двох дисциплінах та завоював золоту медаль разом із Русланом Перестюком, Сергієм Смеликом та Віталієм Коржем.
У попередньому раунді українці кваліфікувались першими з результатом 38.75 секунди. У фіналі вони покращили свій час до 38.56, що дозволило посісти перше місце. Друге місце у японців (39.12), бронзові нагороди у поляків (39.29).
Також Бодров брав участь у змаганнях з бігу на 100 метрів, де у фіналі посів 5 місце з результатом 10.29 секунди. Сергій Смелик у цьому змаганні був четвертим. Найкращим у цій дисципліні став спортсмен з Південної Африки Анасо Джободвана.

### Виступи на Олімпіадах
| Олімпіада  | Дисципліна | Місце |
| Пекін 2008 | біг 200 м  | 51    |
| Ріо 2016   | біг 200 м  | 64    |

## Державні нагороди
- Орден «За заслуги» III ступеня (25 липня 2013) — за досягнення високих спортивних результатів на XXVII Всесвітній літній Універсіаді в Казані, виявлені самовідданість та волю до перемоги, піднесення міжнародного авторитету України[5]